# Mucha zielona

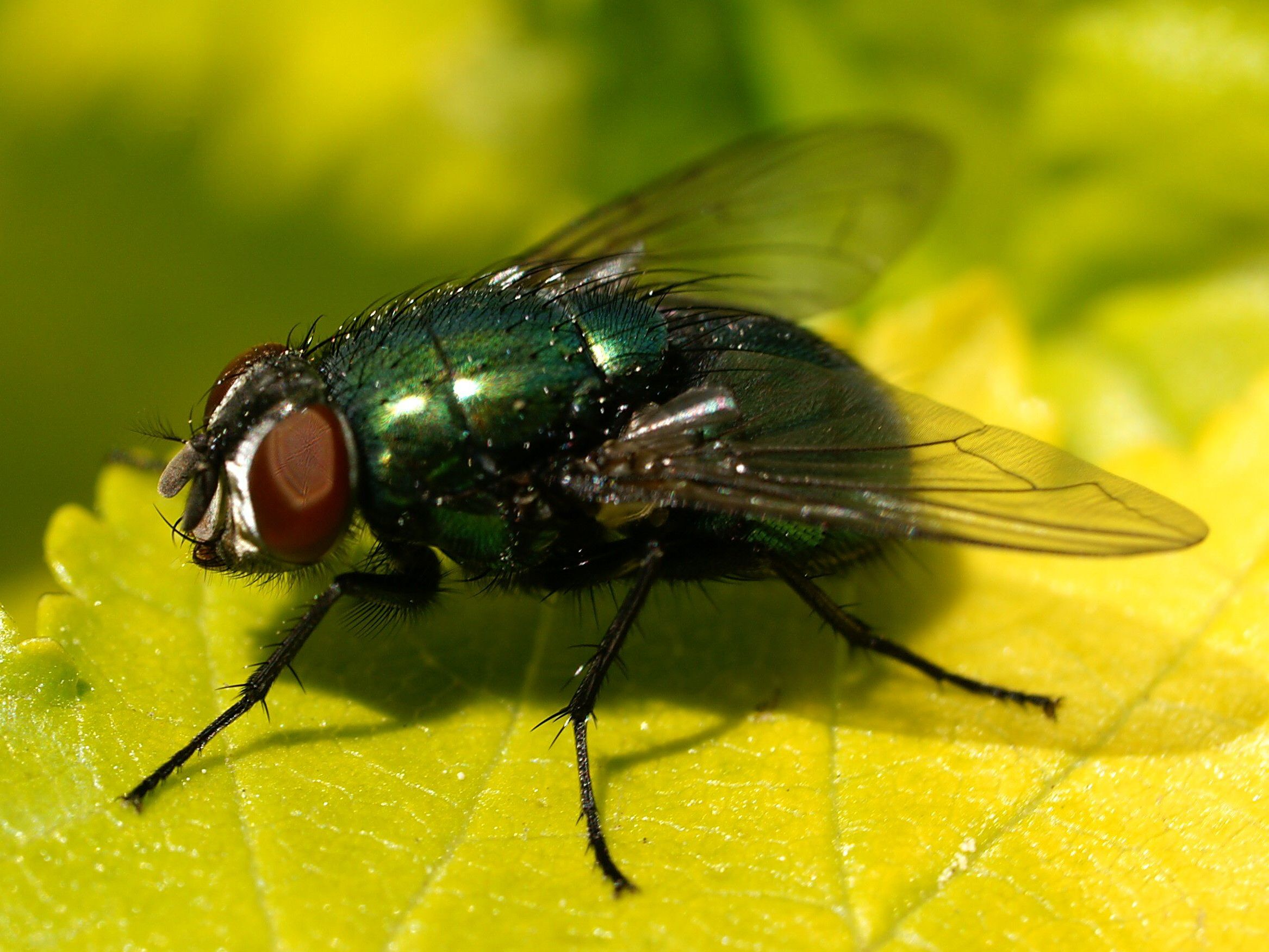
Mucha zielona

Mucha zielona, padlinówka skórnica, lucilia skórnica,  (łac. Lucilia sericata) – gatunek muchówki z rodziny plujkowatych.

## Zasięg geograficzny
Gatunek kosmopolityczny, najczęściej występuje w strefie klimatu umiarkowanego.

## Siedlisko
Imago muchy zielonej występuje w środowisku antropogenicznym, w pobliżu zabudowań gospodarskich, zwłaszcza w miejscach z rozkładającą się materią organiczną. Larwy mogą przygodnie występować w ranach skóry i naturalnych otworach ciała ludzi oraz zwierząt. Ponadto można ją spotkać na łąkach, polanach oraz ugorach.

## Biologia owada dorosłego

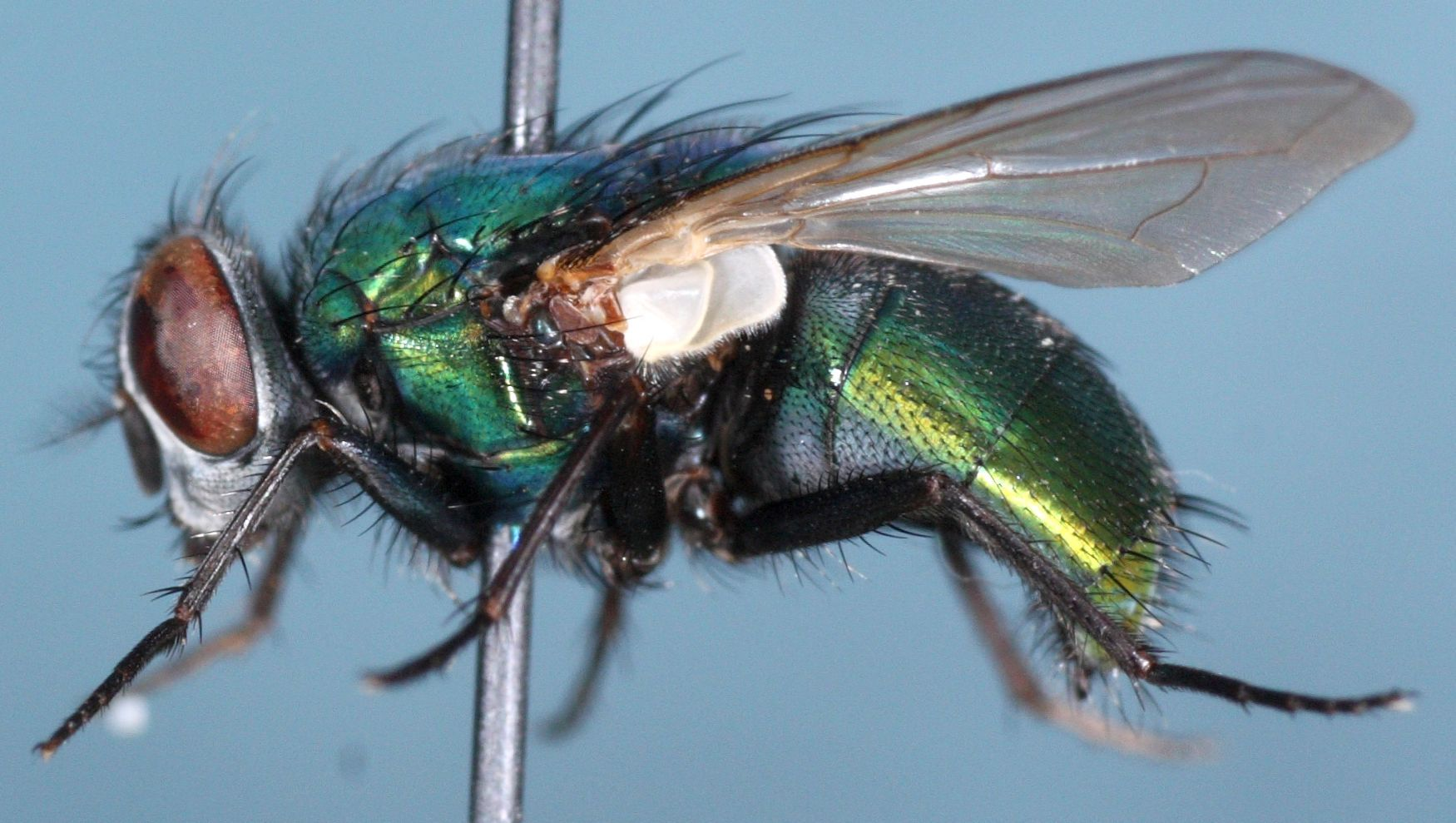
Mucha zielona - zdjęcie z boku

Imago o długości 6-10 mm jest bardziej krępe niż imago muchy domowej z charakterystycznym, zielonozłotym ubarwieniem oraz opalizującymi skrzydłami. Aparat gębowy typu ssąco-liżącego.

## Cykl rozwojowy

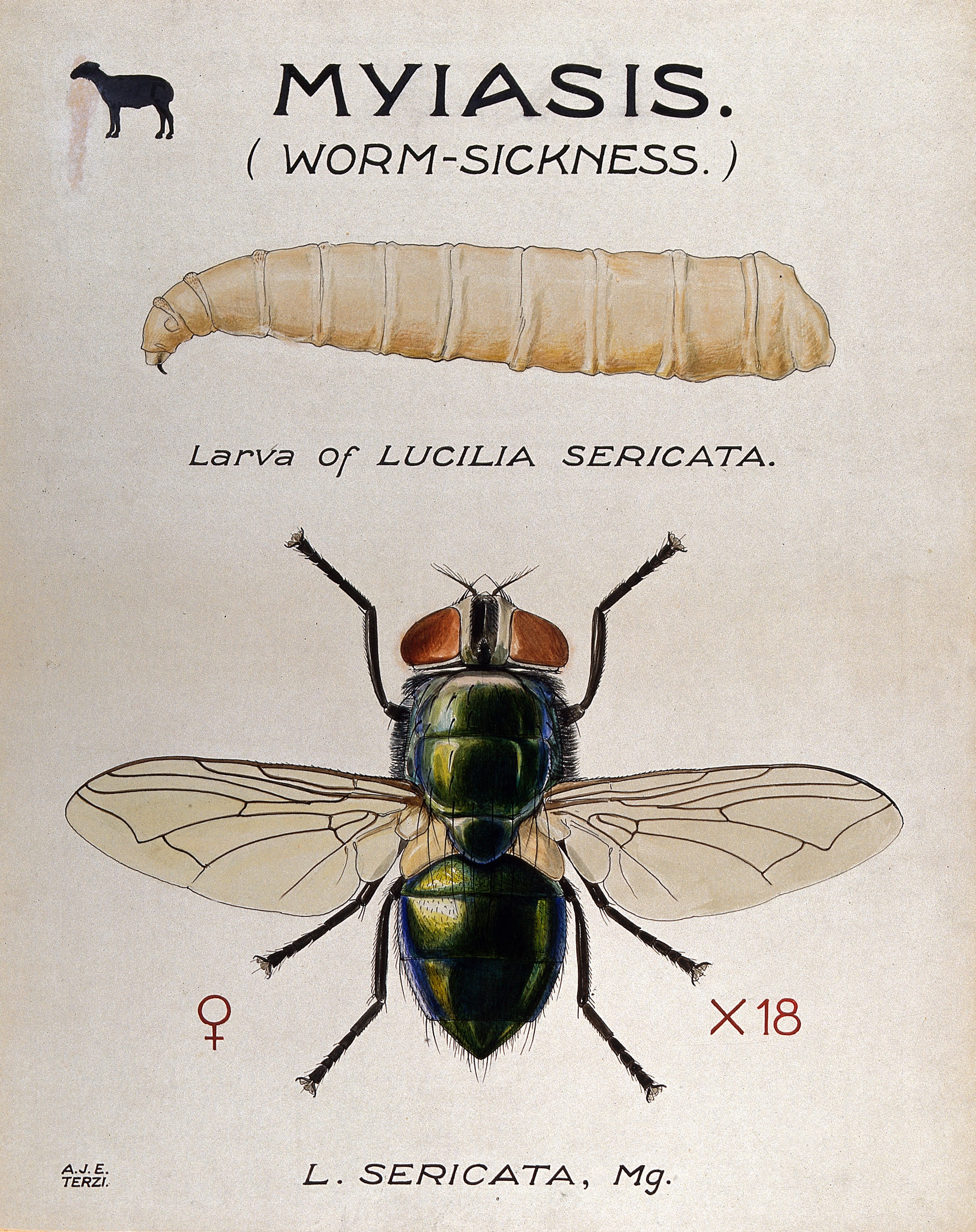
Larwa muchy zielonej

Samica składa jaja na martwych, gnijących tkankach roślinnych i zwierzęcych. W strefie klimatu umiarkowanego rozwój larw trwa ok. 7 dni. Przepoczwarzenie larwy odbywa się w glebie, a postacie dorosłe wykluwają się z poczwarki po kilkunastu dniach.

## Znaczenie medyczne
Dorosły owad może być przenosicielem czynników chorobotwórczych, m.in. bakterii, cyst pierwotniaków, jaj robaków jelitowych. Larwy Lucilia sericata są czynnikiem etiologicznym muszycy. Samica może złożyć jaja w ranach u ludzi i zwierząt oraz w ich naturalnych otworach ciała. Z jaj wylęgają się larwy pasożytujące na martwych lub żywych tkankach żywiciela. Na złożenie jaj i rozwój muszycy szczególnie narażone są osoby unieruchomione, z rozległymi uszkodzeniami skóry i tkanek miękkich. W przeszłości larwy muchy zielonej były wykorzystywane w leczeniu zapalenia szpiku. Obecnie larwoterapia z powodzeniem stosowana jest w leczeniu owrzodzeń goleni, ropni skóry, ran odleżynowych, zakażeń ran pourazowych oraz stopy cukrzycowej. W przypadku muszycy konieczne jest chirurgiczne usunięcie larw.